# Propre à rien !
Pour plus de détails, voir Fiche technique et Distribution.
Propre à rien ! (titre original : Fancy Pants) est un film américain réalisé par George Marshall, sorti en 1950.

## Fiche technique
- Titre : Propre à rien !
- Titre original : Fancy Pants
- Réalisation : George Marshall
- Scénario : Harry Leon Wilson (en), Edmund Hartmann, Robert O'Brien
- Production : Robert L. Welch
- Société de production : Paramount Pictures
- Musique : Van Cleave
- Photographie : Charles B. Lang
- Montage : Archie Marshek
- Direction artistique : Hans Dreier, Earl Hedrick
- Décorateur de plateau : Sam Comer, Emile Kuri
- Costumes : Mary K. Dodson, Gile Steele
- Pays d'origine : États-Unis
- Format : Couleur (Technicolor) - Son : Mono (Western Electric Recording)
- Genre : Comédie, film musical, western
- Durée : 92 minutes
- Dates de sortie : 
  -  États-Unis : 19 juillet 1950
  -  France : 21 décembre 1951
- Affiche : Boris Grinsson (France)

## Distribution

### Acteurs crédités
- Bob Hope : Humphrey
- Lucille Ball : Agatha Floud
- Bruce Cabot : Cart Belknap
- Jack Kirkwood : Mike Floud
- Lea Penman : Effie Floud
- Hugh French : George Van Basingwell
- Eric Blore : Sir Wimbley
- Joseph Vitale : Wampum
- John Alexander : Teddy Roosevelt
- Norma Varden : Lady Maude
- Virginia Keiley : Rosalind
- Colin Keith-Johnston : Twombley
- Joe Wong : Wong